# 애니 맥
애니 맥(Annie Mac, 1978년 7월 18일 ~ )은 아일랜드의 DJ, 사회자이다.